# Strongylognathus afer
Strongylognathus afer é uma espécie de insecto da família Formicidae.
É endémica da Argélia.